# Phil Foden
Philip Walter Foden (Stockport, 28 de maig de 2000) és un futbolista professional que juga com a centrecampista amb el Manchester City a la Premier League.
Després de guanyar la Pilota d'Or al mundial sub-17 en l'edició de 2017, va començar a rebre molta atenció mediàtica.
El 17 de desembre de 2017, Foden fou nomenat Personalitat Esportiva Jove de l'any per la BBC.

## Carrera de club
Nascut a Stockport, a l'àrea metropolitana de Manchester i aficionat del Manchester City des de petit, va entrar al club als vuit anys, i va arribar al segon equip el juliol de 2016. Va anar a l'escola privada St Bede's College, pagant el Manchester City. El 6 de desembre de 2016, l'entrenador del City Pep Guardiola el va convocar per al partit de la fase de grups de la Lliga de Campions contra el Celtic; al final no va jugar en l'empat a casa per 1–1.
Guardiola va dir de Foden: "És perillós dir bones coses dels jugadors joves perquè encara són joves, i han de créixer i han d'aprendre moltes, moltes coses… Però tenim molta confiança per ajudar-lo, perquè creiem que és un paio que té potencial, encara que no és fort, no és alt… Crec que té un potencial absolutament bo perquè l'ajudin, i això és el que fem."
El juliol de 2017, Foden va ser convocat per la gira de pretemporada del Manchester City pels Estats Units, i va impressionar amb el seu joc en una derrota per 0-2 contra el Manchester United FC. També va ser titular en una victòria per 4-1 contra el Reial Madrid. Guardiola va declarar després del partit contra el Manchester United: "Feia molt temps que no veia una cosa com aquesta. El seu rendiment ha estat a un altre nivell. Té 17 anys, és jugador del City, ha crescut a l'acadèmia, estima el club, és afeccionat del City i per nosaltres és un regal".
Després d'aparèixer algunes vegades a la banqueta al principi de la temporada 2017-2018, Foden va debutar al Manchester City en un partit de la Lliga de Campions el 21 de novembre de 2017 contra el Feyenoord, entrant el minut 75 en substitució de Yaya Touré. Va convertir-se en el quart futbolista anglès més jove que jugava a la Lliga de Campions (17 anys i 177 dies). El 6 de desembre de 2017, Foden va batre el rècord del jugador anglès més jove (17 anys i 192 dies) a sortir de titular en un partit de Lliga de Campions contra l'FC Xakhtar Donetsk en una derrota per 2-1. Va debutar a la Premier League sortint de substitut a la victòria per 4-1 contra el Tottenham Hotspur FC el 16 de desembre de 2017, substituint İlkay Gündoğan al minut 83.
El 25 de febrer de 2018, Foden va sortir per Sergio Agüero als últims minuts de la final de la Copa de la Lliga, ajudant en una victòria per 3–0 contra l'Arsenal FC a Wembley.
El 13 de maig de 2018, Foden va convertir-se en el jugador més jove que guanyava la medalla de campió de la Premier League.
Foden va sortir de titular en el partit de la Community Shield de 2018, el 5 d'agost, i va jugar durant 75 minuts, fent l'assistència a Sergio Agüero del primer gol del partit, en una victòria per 2–0 contra el Chelsea a Wembley; això va suposar la tercera medalla de campió de l'any per a Foden.
El 25 de setembre de 2018, Foden va donar una assistència a Riyad Mahrez i després va marcar el seu primer gol com a sènior en la victòria del City per 0–3 contra l'Oxford United FC a la tercera ronda de la Copa de la Lliga.

## Carrera internacional
Foden és internacional juvenil per Anglaterra, i ha jugat a la selecció sub-18. El maig de 2017 va marcar a la final de l'Eurocopa sub-17 en una derrota a la tanda de penals contra Espanya.
L'octubre del mateix any, Foden va ser notícia en marcar dos gols en la victòria d'Anglaterra a la final del Mundial sub-17, també contra Espanya. Fou proclamat millor jugador del torneig.

## Palmarès
Manchester City FC
- 1 Lliga de Campions de la UEFA: 2022-23
- 1 Supercopa d'Europa: 2023
- 6 Lligues angleses: 2017-18, 2018-19, 2020-21, 2021-22, 2022-23, 2023-24
- 2 Copes angleses: 2018-19, 2022-23
- 4 Copes de la lliga anglesa: 2017-18, 2018-19, 2019-20, 2020-21
- 2 Community Shield: 2018, 2019

Selecció anglesa
- 1 Copa del Món sub-17: 2017

## Estadístiques
A partit jugat el 5 d'agost de 2018
| Club            | Temporada | Lliga          | Lliga   | Lliga | Copa    | Copa | Copa de la Lliga | Copa de la Lliga | Europa  | Europa | Altres  | Altres | Total   | Total |
| Club            | Temporada | Divisió        | Partits | Gols  | Partits | Gols | Partits          | Gols             | Partits | Gols   | Partits | Gols   | Partits | Gols  |
| --------------- | --------- | -------------- | ------- | ----- | ------- | ---- | ---------------- | ---------------- | ------- | ------ | ------- | ------ | ------- | ----- |
| Manchester City | 2017–18   | Premier League | 5       | 0     | 0       | 0    | 2                | 0                | 3       | 0      | —       | —      | 10      | 0     |
| Manchester City | 2018–19   | Premier League | 2       | 0     | 0       | 0    | 1                | 1                | 0       | 0      | 1       | 0      | 4       | 1     |
| Total           | Total     | Total          | 7       | 0     | 0       | 0    | 3                | 1                | 3       | 0      | 1       | 0      | 14      | 1     |

1. ↑  Partits de la Lliga de Campions
2. ↑  Partit de la Community Shield